# Giải vô địch bóng đá U-16 châu Á 2012
Giải vô địch bóng đá U-16 châu Á 2012 là phiên bản thứ 15 của giải đấu tổ chức bởi AFC. AFC quyết định Iran là chủ nhà của giải vào ngày 23 tháng 11 năm 2011. 4 đội vào đến bán kết tham dự Giải vô địch bóng đá U-17 thế giới 2013, tổ chức tại Các Tiểu Vương quốc Ả Rập Thống nhất. Vòng loại của giải diễn ra vào năm 2011.

## Các đội tham dự
Lễ bốc thăm vòng loại diễn ra vào ngày 30 tháng 3 năm 2011.

### Các đội vượt qua vòng loại
| - Iran (chủ nhà) - Yemen - Lào - Úc | - Iraq - Nhật Bản - Kuwait - Trung Quốc | - CHDCND Triều Tiên - Oman - Ả Rập Xê Út - Hàn Quốc | - Syria - Thái Lan - Uzbekistan - Ấn Độ |

## Địa điểm thi đấu
| Tehran                        | Tehran | Tehran                |
| Sân vận động Shahid Dastgerdi | Tehran | Sân vận động Rah Ahan |
| Sức chứa: 8,250               | Tehran | Sức chứa: 12,000      |
|                               | Tehran |                       |

## Bốc thăm
Lễ bốc thăm vòng bảng diễn ra vào ngày 10 tháng 5 năm 2012 tại Tehran, Iran.
| Nhóm 1 (Chủ nhà & Hạt giống)               | Nhóm 2                           | Nhóm 3                                  | Nhóm 4                            |
| ------------------------------------------ | -------------------------------- | --------------------------------------- | --------------------------------- |
| Iran · CHDCND Triều Tiên · Uzbekistan · Úc | Nhật Bản · Syria · Iraq · Kuwait | Trung Quốc · Oman · Ả Rập Xê Út · Yemen | Thái Lan · Lào · Hàn Quốc · Ấn Độ |

## Vòng bảng
Tại vòng bảng, thành tích và chỉ số đối đầu sẽ được xét trước hiệu số.

### Bảng A
| Đội    | ST | T | H | B | BT | BB | HS | Đ |
| ------ | -- | - | - | - | -- | -- | -- | - |
| Iran   | 3  | 3 | 0 | 0 | 9  | 3  | +6 | 9 |
| Kuwait | 3  | 1 | 1 | 1 | 6  | 6  | +0 | 4 |
| Lào    | 3  | 1 | 0 | 2 | 6  | 8  | −2 | 3 |
| Yemen  | 3  | 0 | 1 | 2 | 3  | 7  | −4 | 1 |

| Kuwait          | 1–1    | Yemen               |
| --------------- | ------ | ------------------- |
| Thekr Allah 19' | Report | Al-Dahi 71' (ph.đ.) |

| Iran                                    | 3–1    | Lào        |
| --------------------------------------- | ------ | ---------- |
| Mazloum 17', 48' · Hosseini 19' (ph.đ.) | Report | Noyvong 2' |

| Lào                                                   | 3–4    | Kuwait                                               |
| ----------------------------------------------------- | ------ | ---------------------------------------------------- |
| Phanthavong 24' · Kettavong 28' · Noyvong 37' (ph.đ.) | Report | Marzouq 26', 90+1' · Keola 32' (l.n.) · Alajmi 90+2' |

| Yemen      | 1–4    | Iran                                                        |
| ---------- | ------ | ----------------------------------------------------------- |
| Al-Dahi 3' | Report | Rigi 54' · Ezzatollahi 61' · Jafari 65' · Karamolachaab 81' |

| Iran                       | 2–1    | Kuwait          |
| -------------------------- | ------ | --------------- |
| Hosseini 40' · Shojaei 62' | Report | Thekr Allah 27' |

| Yemen       | 1–2    | Lào                              |
| ----------- | ------ | -------------------------------- |
| Al-Dahi 45' | Report | Mahdi 12' (l.n.) · Kettavong 70' |

### Bảng B
Iraq và Australia thực hiện loạt sút luân lưu sau trận đấu cuối cùng ở vòng bảng để xác định ngôi đầu bảng. Iraq thắng 3–2.
| Đội       | ST | T | H | B | BT | BB | HS | Đ |
| --------- | -- | - | - | - | -- | -- | -- | - |
| Iraq      | 3  | 2 | 1 | 0 | 4  | 1  | +3 | 7 |
| Australia | 3  | 2 | 1 | 0 | 4  | 1  | +3 | 7 |
| Oman      | 3  | 1 | 0 | 2 | 5  | 6  | −1 | 3 |
| Thái Lan  | 3  | 0 | 0 | 3 | 2  | 7  | −5 | 0 |

| Australia                    | 2–0    | Thái Lan |
| ---------------------------- | ------ | -------- |
| Tombides 14' · MacDonald 29' | Report |          |

| Iraq                            | 2–1    | Oman           |
| ------------------------------- | ------ | -------------- |
| Abdul-Zahra 5' · Al-Mahdawi 35' | Report | Al-Rushadi 61' |

| Thái Lan | 0–2    | Iraq                      |
| -------- | ------ | ------------------------- |
|          | Report | Karim 63' · M. Lateef 65' |

| Oman                   | 1–2    | Australia                       |
| ---------------------- | ------ | ------------------------------- |
| Al-Rushadi 52' (ph.đ.) | Report | MacDonald 16' · Baldacchino 87' |

| Australia         | 0–0    | Iraq |
| ----------------- | ------ | ---- |
|                   | Report |      |
| Loạt sút luân lưu |        |      |
|                   | 2–3    |      |

| Oman                                        | 3–2    | Thái Lan                  |
| ------------------------------------------- | ------ | ------------------------- |
| Al-Alawi 40' · Mubarak 55' · Al-Rushadi 72' | Report | Puangbut 8' · Thongma 17' |

### Bảng C
| Đội               | ST | T | H | B | BT | BB | HS | Đ |
| ----------------- | -- | - | - | - | -- | -- | -- | - |
| Hàn Quốc          | 3  | 3 | 0 | 0 | 7  | 1  | +6 | 9 |
| Nhật Bản          | 3  | 2 | 0 | 1 | 6  | 3  | +3 | 6 |
| CHDCND Triều Tiên | 3  | 1 | 0 | 2 | 2  | 7  | −5 | 3 |
| Ả Rập Xê Út       | 3  | 0 | 0 | 3 | 1  | 5  | −4 | 0 |

| CHDCND Triều Tiên | 0–3    | Hàn Quốc                     |
| ----------------- | ------ | ---------------------------- |
|                   | Report | Hwang Hee-Chan 18', 58', 67' |

| Nhật Bản                  | 2–0    | Ả Rập Xê Út |
| ------------------------- | ------ | ----------- |
| Sasaki 44' · Sugimoto 56' | Report |             |

| Hàn Quốc                                                | 3–1    | Nhật Bản  |
| ------------------------------------------------------- | ------ | --------- |
| Hwang Hee-Chan 13' · Choi Ju-Yong 42' · Ko Min-hyuk 89' | Report | Ogawa 23' |

| Ả Rập Xê Út    | 1–2    | CHDCND Triều Tiên                |
| -------------- | ------ | -------------------------------- |
| Al-Qahtani 54' | Report | Ri Ryong 48' · Ri Kwang-Song 82' |

| CHDCND Triều Tiên | 0–3    | Nhật Bản                                |
| ----------------- | ------ | --------------------------------------- |
|                   | Report | Nakamura 14' · Sugimoto 49' · Ogawa 82' |

| Ả Rập Xê Út | 0–1    | Hàn Quốc        |
| ----------- | ------ | --------------- |
|             | Report | Jeong Hun-U 62' |

### Bảng D
| Đội        | ST | T | H | B | BT | BB | HS | Đ |
| ---------- | -- | - | - | - | -- | -- | -- | - |
| Syria      | 3  | 1 | 2 | 0 | 2  | 1  | +1 | 5 |
| Uzbekistan | 3  | 1 | 1 | 1 | 4  | 4  | 0  | 4 |
| Trung Quốc | 3  | 0 | 3 | 0 | 4  | 4  | 0  | 3 |
| Ấn Độ      | 3  | 0 | 2 | 1 | 4  | 5  | −1 | 2 |

| Uzbekistan                                          | 3–2    | Ấn Độ        |
| --------------------------------------------------- | ------ | ------------ |
| Odilov 8' · Abdullaev 53' (ph.đ.) · Abdiganiyev 79' | Report | Rai 47', 71' |

| Syria           | 1–1    | Trung Quốc       |
| --------------- | ------ | ---------------- |
| Kurdaghli 90+4' | Report | Zhang Yuning 48' |

| Ấn Độ | 0–0    | Syria |
| ----- | ------ | ----- |
|       | Report |       |

| Trung Quốc      | 1–1    | Uzbekistan    |
| --------------- | ------ | ------------- |
| Hu Jinghang 43' | Report | Boltaboev 16' |

| Uzbekistan | 0–1    | Syria       |
| ---------- | ------ | ----------- |
|            | Report | Alhusni 33' |

| Trung Quốc                          | 2–2    | Ấn Độ                                  |
| ----------------------------------- | ------ | -------------------------------------- |
| Wang Jinxian 21' · Zhang Yuning 33' | Report | Lalhlimpuia 19' · Mendes 90+4' (ph.đ.) |

## Vòng loại trực tiếp

### Sơ đồ
|  | Tứ kết     | Tứ kết     |            |      | Bán kết | Bán kết |  |  | Chung kết | Chung kết |
|  |            |            |            |      |         |         |  |  |           |           |
|  | 30 tháng 9 |            |            |      |         |         |  |  |           |           |
|  |            |            |            |      |         |         |  |  |           |           |
|  | Iran       | 5          |            |      |         |         |  |  |           |           |
|  | Iran       | 5          | 3 tháng 10 |      |         |         |  |  |           |           |
|  | Úc         | 1          |            |      |         |         |  |  |           |           |
|  | Úc         | 1          | Iran       | 2    |         |         |  |  |           |           |
|  | 30 tháng 9 |            | Iran       | 2    |         |         |  |  |           |           |
|  |            |            | Uzbekistan | 3    |         |         |  |  |           |           |
|  | Hàn Quốc   | 1(3)       | Uzbekistan | 3    |         |         |  |  |           |           |
|  | Hàn Quốc   | 1(3)       | 6 tháng 10 |      |         |         |  |  |           |           |
|  | Uzbekistan | 1(5)       |            |      |         |         |  |  |           |           |
|  | Uzbekistan | 1(5)       | Uzbekistan | 1(3) |         |         |  |  |           |           |
|  | 30 tháng 9 |            | Uzbekistan | 1(3) |         |         |  |  |           |           |
|  |            | Nhật Bản   | 1(1)       |      |         |         |  |  |           |           |
|  | Iraq       | Nhật Bản   | 1(1)       | 3    |         |         |  |  |           |           |
|  | Iraq       | 3 tháng 10 |            | 3    |         |         |  |  |           |           |
|  | Kuwait     | 1          |            |      |         |         |  |  |           |           |
|  | Kuwait     | 1          | Iraq       | 1    |         |         |  |  |           |           |
|  | 30 tháng 9 |            | Iraq       | 1    |         |         |  |  |           |           |
|  |            |            | Nhật Bản   | 5    |         |         |  |  |           |           |
|  | Syria      | 1          | Nhật Bản   | 5    |         |         |  |  |           |           |
|  | Syria      | 1          |            |      |         |         |  |  |           |           |
|  | Nhật Bản   | 2          |            |      |         |         |  |  |           |           |
|  | Nhật Bản   | 2          |            |      |         |         |  |  |           |           |
|  |            |            |            |      |         |         |  |  |           |           |

### Tứ kết
| Iraq                                     | 3–1    | Kuwait       |
| ---------------------------------------- | ------ | ------------ |
| Kadhim 59' · Salman 74' · Al-Mahdawi 80' | Report | Alasfour 68' |

| Hàn Quốc                                             | 1–1    | Uzbekistan                                         |
| ---------------------------------------------------- | ------ | -------------------------------------------------- |
| Hwang Hee-Chan 90+4'                                 | Report | Turaev 64'                                         |
| Loạt sút luân lưu                                    |        |                                                    |
| Yoo Won-Jong · Hwang Hee-Chan · Lee Gun · Lim Eun-Su | 3–5    | Komilov · Abdullaev · Shukurov · Mirzaev · Abbasov |

| Iran                                                                      | 5–1    | Úc           |
| ------------------------------------------------------------------------- | ------ | ------------ |
| Ezzatollahi 31' (ph.đ.) · Karamolachaab 35', 90+3' · Bazaj 61' · Rigi 81' | Report | Antoniou 88' |

| Syria         | 1–2    | Nhật Bản                    |
| ------------- | ------ | --------------------------- |
| Kurdaghli 87' | Report | Sugimori 80' · Sugimoto 82' |

### Bán kết
| Iran                      | 2–3    | Uzbekistan                                   |
| ------------------------- | ------ | -------------------------------------------- |
| Hosseini 4' · Mazloum 88' | Report | Khamdamov 13' · Abdullaev 35' · Shukurov 42' |

| Iraq     | 1–5    | Nhật Bản                                                  |
| -------- | ------ | --------------------------------------------------------- |
| Sami 59' | Report | Onishi 9' · Kitagawa 18', 88' · Watanabe 67' · Sasaki 68' |

### Chung kết
| Uzbekistan                   | 1–1    | Nhật Bản                                 |
| ---------------------------- | ------ | ---------------------------------------- |
| Turaev 52'                   | Report | Mizutani 6'                              |
| Loạt sút luân lưu            |        |                                          |
| Komilov · Shukurov · Mirzaev | 3–1    | Miyoshi · Sugimoto · Sugimori · Kitagawa |

## Vô địch
| Giải vô địch bóng đá U-16 châu Á 2012 |
| ------------------------------------- |
| · Uzbekistan · Lần đầu tiên           |

## Tham dựGiải vô địch bóng đá U-17 thế giới 2013
4 đội vào đến bán kết tham dự Giải vô địch bóng đá U-17 thế giới 2013.
- Uzbekistan
- Nhật Bản
- Iran
- Iraq

## Danh sách các cầu thủ ghi bàn
5 bàn
- Hwang Hee-Chan

3 bàn
- Reza Karamolachaab
- Majid Hosseini
- Amir Mohammad Mazloum
- Taro Sugimoto
- Hatem Al-Rushadi
- Mohammed Al-Dahi

2 bàn
| - Josh Macdonald - Zhang Yuning - Ali Rigi - Saeid Ezzatollahi - Uttam Rai | - Koya Kitagawa - Hiroki Ogawa - Wataru Sasaki - Bader Thekr Allah - Nawaf Marzouq | - Samer Al-Mahdawi - Anousay Noyvong - Armisay Kettavong - Khaled Kurdaghli - Akobir Turaev |

1 bàn
| - Bai Antoniou - James Baldacchino - Taylor Tombides - Hu Jinghang - Wang Jinxian - Ali Shojaei - Mohammad Reza Bazaj - Sasan Jafari - Daniel Lalhlimpuia - Myron Mendes - Thanin Phanthavong - Ali Essam Kadhim - Mahdi Abdul-Zahra - Mohammed Lateef | - Salman Ali Salman - Sherko Karim - Yasir Ammar Sami - Fumiya Nakamura - Koki Sugimori - Takuma Mizutani - Yuki Onishi - Ryoma Watanabe - Choi Ju-Yong - Jeong Hun-U - Ko Min-hyuk - Abdullah Alasfour - Naji Alajmi - Abdull-Kareem Al-Qahtani | - Marwan Mubarak - Samir Al Alawi - Ri Ryong - Ri Kwang-Song - Subie Alhusni - Saran Puangbut - Peeranat Thongma - Abdullaev Izzatilla - Jamshid Boltaboev - Ibrokhim Abdullaev - Ilhomjon Abdiganiyev - Mukhiddin Odilov - Otabek Shukurov - Dostonbek Khamdamov |

Bàn phản lưới nhà
- Anoukone Keola (trong trận đấu với Kuwait)
- Ala Addin Mahdi (trong trận đấu với Lào)